# Jin Maley
Jin Maley es una persona estadounidense dedicada a la actuación. Se le reconoce por interpretar el papel de le alférez Kova Rin Esmar en la tercera temporada de Star Trek: Picard.
Maley obtuvo una maestría en actuación en la Universidad de Harvard. Entrena actuación en Los Ángeles, California.
Maley es une artista asociade de Sinking Ship Productions. Su trabajo con esa compañía incluye Cassandra, an Agony, que fue encargada por la Villa Getty en 2022. 
Otros créditos teatrales de Maley incluyen el papel de Ariel en una producción de 2023 de La tempestad en el Shakespeare Center de Los Ángeles.
Maley también protagonizó el video musical "Happy" de la cantautora Mitski de su álbum de estudio de 2016 Puberty 2.
Maley es una persona de género no binario y usa los pronombres they/them, equivalentes al pronombre «elle» en español. Su personaje Esmar en Star Trek: Picard también usa los pronombres "they/them", lo que según Maley es "realmente genial".

## Filmografía

### Cine
| Año  | Título                                | Papel      | Notas                   |
| ---- | ------------------------------------- | ---------- | ----------------------- |
| 2010 | Death (A Love Story)                  | Turista    | Cortometraje            |
| 2013 | The Sweetest Story Ever Told          | Jessica    | Cortometraje            |
| 2013 | Jackass Presents: Bad Grandpa         | Elle misme |                         |
| 2015 | The Man                               | Lina       | Cortometraje            |
| 2017 | Gregory Crewdson: There But Not There | Elle misme | Cortometraje documental |
| 2017 | Y2-10-10-1                            | X2-0-10-0  | Cortometraje            |
| 2017 | Bodied                                | Becky      | Cortometraje            |

### Televisión
| Año  | Título                            | Papel                                   | Notes                                             |
| ---- | --------------------------------- | --------------------------------------- | ------------------------------------------------- |
| 2015 | My Haunted House                  | Helen                                   | Episodio: "The Witching Hour & the 13th Step"     |
| 2016 | Bones                             | Ms. Susan                               | Episodio: "The Movie in the Making"               |
| 2016 | NCIS: Los Angeles                 | Shu Chen                                | Papel recurrente; 3 episodios                     |
| 2016 | Rizzoli & Isles                   | Técnica                                 | Episodio: "Two Shots: Move Forward"               |
| 2016 | Gilmore Girls: A Year in the Life | Chica Cantante Coreana #3               | Episodio: "Spring"                                |
| 2017 | Grey's Anatomy                    | Periodista #1                           | Episodio: "Don't Stop Me Now"                     |
| 2017 | Mentes criminales                 | Periodista                              | Episodio: "A Good Husband"                        |
| 2017 | Silicon Valley                    | Gladys                                  | Episodio: "Server Error"                          |
| 2018 | Shameless                         | Makayla                                 | Episodio: "Weirdo Gallagher Vortex"               |
| 2019 | The Young and the Restless        | Joanna                                  | Episodio: #1.11603                                |
| 2019 | NCIS                              | Agente probatoria del NCIS Anna Ventura | Episodio: "The Last Link"                         |
| 2019 | Total Eclipse                     | Ms. Dawson                              | Papel recurrente; 10 episodios                    |
| 2022 | As We See It                      | Lake                                    | Papel recurrente; 5 episodios                     |
| 2022 | First Love                        | Voz                                     | Papel recurrente; 2 episodios (Doblaje en inglés) |
| 2023 | Star Trek: Picard                 | Alférez Esmar                           | Papel recurrente; 10 episodios                    |
| 2024 | Good Trouble                      | Laine                                   | Episodio: "I Am Doll Parts"                       |

### Videojuegos
| Año  | Título                    | Rol de voz | Notas  |
| ---- | ------------------------- | ---------- | ------ |
| 2023 | Hellboy Web of Wyrd       | Mads       | [ 10 ] |
| 2024 | Dragon Age: The Veilguard | Taash      | [ 11 ] |

### Vídeo musical
| Año  | Título  | Artista | Papel      | Notas  |
| ---- | ------- | ------- | ---------- | ------ |
| 2016 | "Happy" | Mitski  | Elle misme | [ 12 ] |